# 米爾布爾哈斯
米爾布爾哈斯是巴基斯坦的城市，由信德省負責管轄，位於該國東部，距離首府卡拉奇220公里，鎮上種植超過200種芒果，2009年人口488,590。